# Filomena Baldezate
Filomena Baldezate (Canalejas de Peñafiel, 4 de noviembre de 1895-Miranda de Ebro, 1980) fue una enfermera y comadrona vallisoletana.
Se le conocía popularmente como Doña Filo. 
Llegó a Bilbao en 1914, como sirvienta de un matrimonio y se instaló en el barrio de Rekalde. Superó los exámenes para ser practicante, en 1929 obtuvo el título de Profesora en Partos y comenzó a ejercer como comadrona. Durante los cincuenta años que pasó en este barrio, dejó un profundo recuerdo por su simpatía y su bondad. Estaba siempre dispuesta a prestar sus servicios aunque luego no los pudiera cobrar. Murió en un accidente de circulación en Miranda de Ebro en 1980. 
En 1983, a petición popular, el Ayuntamiento de Bilbao acordó poner su nombre a la calle en la que había vivido.
Es famosa su frase:
...considero que una mujer, mientras le acompañe la salud, no debe estar mano sobre mano.